# Padóc
Padóc (ukránul: Подобовець [Podobovec], oroszul: Подовец [Podovec]) falu Ukrajnában, Kárpátalján, a Huszti járásban.

## Fekvése
Ökörmezőtől 30 km-re északnyugatra fekszik, Fülöpfalvához tartozik.

## Története
Az 500 lakosú ruszin falu görögkatolikus fatemploma a 17. században épült Szent Miklós tiszteletére, tornya 1785-ben épült.
1910-ben 391, többségben ruszin lakosa volt, jelentős német kisebbséggel. A trianoni békeszerződésig Máramaros vármegye Ökörmezői járásához tartozott.